# Kryosphäre

Karte zur Kryosphäre der Erde

Die Kryosphäre [kryoˈsfɛːrə] (von altgriechisch κρύος krýos, deutsch ‚Eiskälte, Frost, Eis‘ sowie altgriechisch σφαῖρα sphaira, deutsch ‚Kugel, kugelrunder Körper, Ball, speziell Erdkugel‘) ist die Gesamtheit der Vorkommen festen Wassers (Eis) auf einem Himmelskörper. Aufgrund der geringen Dichte von Eis befindet es sich in der Regel nahe der Oberfläche des Himmelskörpers und kann zudem selbst entweder Teile dieser Oberfläche oder sogar die gesamte Oberfläche bilden.

## Kryosphäre der Erde
Die Kryosphäre der Erde umfasst:
- Meereis und Schelfeis
- Inlandeis und Gebirgsgletscher
- Eis in Permafrostböden und Eishöhlen
- Eiskristalle in Wolken sowie Schnee und Eisdecken auf Binnengewässern als generell bzw. jahreszeitlich stark veränderliche Komponenten

Sie ist Teil der Hydrosphäre und wie diese ein Teil des Sphärensystems der Erde. Die Kryosphäre der Erde besitzt große Bedeutung für das Klimasystem, denn Eis reflektiert aufgrund seines hohen Rückstrahlvermögens (Albedo) eine große Menge der von der Sonne ausgehenden Strahlung, einschließlich der Wärmestrahlung, ins Weltall. Ausdehnung und Rückzug von kontinentalen Eisschilden und Meereisflächen haben deshalb Rückkopplungseffekte auf das Absinken bzw. Ansteigen der durchschnittlichen Welttemperatur.

## Andere Himmelskörper

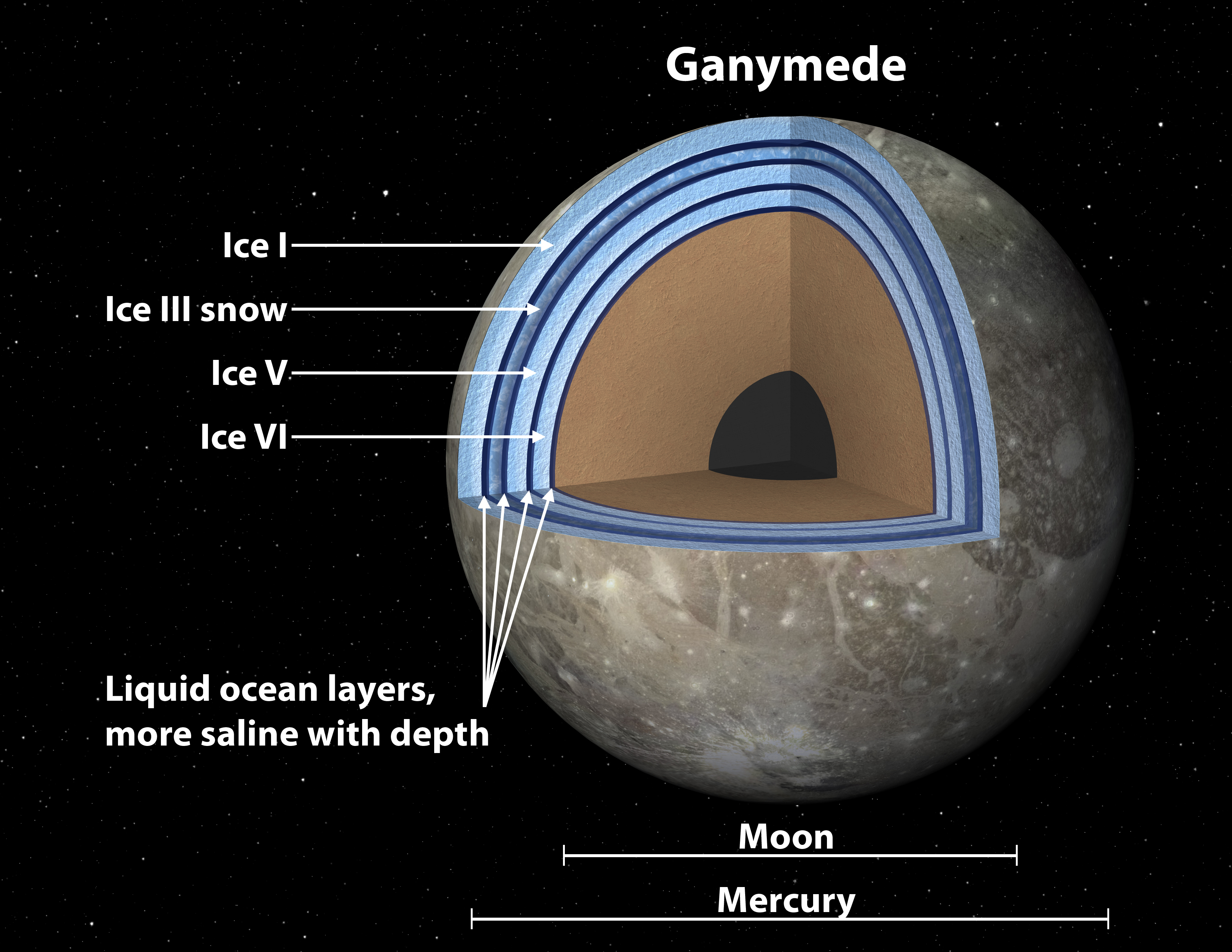
Nach der hier dargestellten Vorstellung zum Aufbau des Jupitermondes Ganymed besteht dessen Kryosphäre aus mehreren mächtigen Schichten und hat beträchtlichen Anteil am Gesamtvolumen des Himmelskörpers.

Während die Kryosphäre auf der Erde nur einen extrem geringen Anteil am Gesamtvolumen des Planeten hat, ist dieser Anteil bei den soliden Objekten im äußeren Sonnensystem bedeutend größer. 
In der Tiefe eines solchen Eismondes liegt Eis wahrscheinlich in sogenannten Hochdruckmodifikationen vor, die jeweils eine andere Kristallstruktur und eine höhere Dichte aufweisen als „normales“ Eis.
Siehe auch → Wassereisvorkommen im Universum